# Dakota Johnson
Dakota Mayi Johnson (Austin, Texas, 4 d'octubre de 1989) és una actriu i model estatunidenca que ha actuat en les sèries televisives Ben and Kate (2012–2013), La xarxa social (2010), Beastly (2011), 21 Jump Street (2012) i Need for Speed (2014).
L'any 2013, Johnson va ser escollida per al paper d'Anastasia Steele, protagonista de la pel·lícula Fifty Shades of Grey, de 2015.
Johnson és filla dels actors Don Johnson i Melanie Griffith, i neta de Tippi Hedren. Antonio Banderas va ser padrastre seu.
Va estudiar a l'Aspen Community School, a Aspen, Colorado. Després va estudiar a Santa Catalina School, a Monterey, Califòrnia, i, més tard, a la New Roads School, a Santa Monica, Califòrnia. Es va interessar per ser model als dotze anys arran d'unes fotos de fills de famosos publicades a la revista Teen Vogue.

## Filmografia

### Cinema
| Any  | Títol                      | Paper                  | Notes                          | Ref.   |
| ---- | -------------------------- | ---------------------- | ------------------------------ | ------ |
| 1999 | Crazy in Alabama           | Sondra                 |                                | [ 5 ]  |
| 2010 | La xarxa social            | Amelia Ritter          |                                | [ 6 ]  |
| 2011 | Beastly                    | Sloan Hagen            |                                | [ 6 ]  |
| 2012 | For Ellen                  | Cindy Taylor           |                                | [ 6 ]  |
| 2012 | Goats                      | Minnie                 |                                | [ 6 ]  |
| 2012 | 21 Jump Street             | Fugazy                 |                                | [ 6 ]  |
| 2012 | The Five-Year Engagement   | Audrey                 |                                | [ 6 ]  |
| 2014 | Date and Switch            | Em                     |                                | [ 6 ]  |
| 2014 | Need for Speed             | Anita                  |                                | [ 6 ]  |
| 2015 | Fifty Shades of Grey       | Anastasia "Ana" Steele |                                | [ 6 ]  |
| 2015 | Cymbeline                  | Imogen (Cymbeline)     |                                | [ 6 ]  |
| 2015 | Chloe and Theo             | Chloe                  |                                | [ 6 ]  |
| 2015 | Black Mass                 | Lindsey Cyr            |                                | [ 6 ]  |
| 2015 | A Bigger Splash            | Penelope               |                                | [ 6 ]  |
| 2015 | In a Relationship          | Willa                  | Short film                     | [ 7 ]  |
| 2015 | Vale                       | Rachel                 | Short film                     | [ 8 ]  |
| 2016 | How to Be Single           | Alice Kepley           |                                | [ 6 ]  |
| 2017 | Fifty Shades Darker        | Anastasia Steele       |                                | [ 6 ]  |
| 2018 | Fifty Shades Freed         | Anastasia Grey         |                                | [ 6 ]  |
| 2018 | Suspiria                   | Susie Bannion          |                                | [ 6 ]  |
| 2018 | Bad Times at the El Royale | Emily Summerspring     |                                | [ 6 ]  |
| 2019 | Wounds                     | Carrie                 |                                | [ 9 ]  |
| 2019 | The Peanut Butter Falcon   | Eleanor                |                                | [ 10 ] |
| 2019 | Our Friend                 | Nicole Teague          |                                | [ 11 ] |
| 2020 | The Nowhere Inn            | Ella mateixa           |                                | [ 12 ] |
| 2020 | The High Note              | Maggie Sherwoode       |                                | [ 13 ] |
| 2021 | The Lost Daughter          | Nina                   | Postproducció                  | [ 14 ] |
| 2022 | Am I Ok?                   | Lucy                   | Postproducció; també producció | [ 15 ] |
| 2022 | Cha Cha Real Smooth        | Domino                 | Producció                      | [ 16 ] |
| 2022 | Persuasion                 | Anne Elliot            | Filmació                       | [ 17 ] |

### Televisió
| Any       | Títol               | Paper    | Notes                     |
| --------- | ------------------- | -------- | ------------------------- |
| 2012–2013 | Ben and Kate        | Kate Fox | 16 episodis               |
| 2013      | The Office          | Dakota   | Episodi: "Finale"         |
| 2015      | Saturday Night Live | Host     | Episodi: "Dakota Johnson" |

### Video musical
| Any  | Títol         | Artista  | Notes                     |
| ---- | ------------- | -------- | ------------------------- |
| 2020 | "Cry Cry Cry" | Coldplay | Codirigit amb Cory Bailey |